# Bednja
Bednja falu és község Horvátországban Varasd megyében. Közigazgatásilag  még 24 település Benkovec, Brezova Gora, Cvetlin, Jamno, Jazbina Cvetlinska, Ježovec, Mali Gorenec, Meljan, Osonjak, Pašnik, Pleš, Podgorje Bednjansko, Prebukovje, Purga Bednjanska, Rinkovec, Sveti Josip, Šaša, Šinkovica Bednjanska, Šinkovica Šaška, Trakostyán, Veliki Gorenec, Vranojelje, Vrbno és Vrhovec Bednjanski tartozik hozzá.

## Fekvése
Varasdtól 29 km-re délnyugatra, a Bednja-folyó felső folyásánál  fekszik.

## Története
A régészeti leletek tanúsága szerint a község területén már a kőkorszakban is éltek emberek. Ezt bizonyítják a Brezova Gora, Cvetlin és Jazbina határában előkerült kőbalták maradványai. A bronzkor emlékei főként a falutól délre fekvő 475 m magas  Želimor-hegyen maradtak fenn, ahol egy bronzkori település nyomai ma is jól kivehetők. Az itt talált cserépedények, bronz szekercék mellett említésre méltó egy kelta kézimalom töredéke. Bronz szekercék kerültek elő Bednja és Jamna területéről is. A római korból egy a 2. századból származó érem leletet kell megemlíteni.
Bednja nevét a kaj horvát "bedenj" főnévből származtatják, ami egy fa edénynek a sajtárnak a neve volt. A másik magyarázat szerint itt a Bednja-folyó régi latin "Bathinus" nevének a szlávosításáról van szó. A Bednjának mint víznévnek első írásos említése 1321-ből származik, míg településnévként csak 1440-ben említik először az itteni plébániával kapcsolatban. A plébánia nevét a történeti források korábban gyakran trakostyáni plébániaként említik, tehát ennél sokkal régebbi alapítású. Valószínűleg a víznév az elsődleges és a település később róla kapta a nevét.
A község mai területe régen a trakostyáni váruradalom része volt, melyet már a 14. század közepén említenek. A 15. században Kamenica kastélyát lerombolták, így ezt a birtokot is a trakostyáni uradalomhoz csatolták, mely a 16. századra Horvátország egyik legnagyobb uradalma lett. 1456-ig az uradalommal együtt a család kihalásáig a Cilleiek birtoka, ezután először Vitovec János hadvezéré, majd Corvin Jánosé lett, aki 1500 körül Gyulay Jánosnak adta. A Gyulayak három nemzedéken át birtokolták, de 1566-ban kihaltak és a birtok a császárra szállt. 1569-ben I. Miksa császár szolgálataiért az uradalommal együtt Draskovics György horvát bánnak adományozta és a 20. századig a család birtoka maradt. A család több évszázados uralma erősen befolyásolta a település fejlődését. A gazdaságban fontos szerepe volt a szőlőtermesztésnek, melynek a vidék természeti adottságai nagyon kedveztek. Szinte minden gazdának volt szőlője és a bor már a 16. században a legnagyobb bevételt biztosította. 1848-ban a jobbágyok felszabadultak a földesúri elnyomás alól és elkezdődött a falvak földjeinek megváltása. Az agrárreform során sok nemesi birtokot osztottak fel. A 19. végére és a 20. század elejére a bednjai régió túlnépesedett és a szegénység egyre inkább eluralkodott. A kivándorlás különösen a második világháború után öltött nagy méreteket, amikor sok család települt át a Drávamente, Szlavónia és Baranya falvaiba. 
A település a trianoni békeszerződésig Varasd vármegye Ivaneci járáshoz tartozott. 2001-ben a falunak 772, a községnek 4765 lakosa volt.

## Nevezetességei
- A Nagyboldogasszony tiszteletére szentelt plébániatemploma[2] egyhajós épület, félköríves szentéllyel. Eredetileg a 14. században épült korának jellemző formájában, különálló harangtoronnyal. A középkori templom a mainál sokkal kisebb, szentélye boltozott és festett, a hajónak famennyezete volt. 1334-ben még mint trakostyáni plébánia szerepel és csak később említik bednjai plébánia néven. A 18. század végén, 1783-ban a templomot bővítették. Nagyobb szentélyt építettek hozzá benne új, klasszicista főoltárral, melyet Matije Galla mester készített 1792-ben. Külseje mai formáját a 19. század elején érte el, amikor a többi oltára is készült. Orgonáját 1812-ben Gaetano Moscatelli velencei mester építette. Az itáliai orgonaépítő iskola legkiválóbb fennmaradt észak-horvátországi munkája. Itt, a családi sírboltban van eltemetve a birtokos Draskovich család több nemzedéke. Draskovich Gáspár sírköve 1587-ből való. A család utolsó nemzedékének sírjai a déli falnál találhatók.
- A templom előtti díszes oszlopon álló Szűz Mária a Kis Jézussal szobor[3] 1672-ben készült, népi mester magas színvonalú munkája.
- A plébánia épülete előtt két öreg hársfa áll, melyek kora pontosan nem ismert, de 1779-ben a plébánia építésekor már álltak. 1969-óta védelem alatt állnak.
- A templom közelében áll a plébánia emeletes épülete, mely a 18. század második felében épült kőkeretes ablakokkal.
- A régi iskola épülete a 18. században készült.
- Želimor-hegyi bronzkori és kora vaskori régészeti lelőhely, védett terület.